# Takuya Shigehiro
Takuya Shigehiro (重廣 卓也 Shigehiro Takuya?, Miyoshi, Hiroshima, 5 de mayo de 1995) es un futbolista japonés que juega como centrocampista en el Tokushima Vortis de la J2 League.

## Trayectoria

### Clubes
| Club                 | País          | Año       |
| -------------------- | ------------- | --------- |
| Kyoto Sanga F. C.    | Japón         | 2018-2019 |
| Avispa Fukuoka       | Japón         | 2020-2022 |
| Nagoya Grampus       | Japón         | 2022-2024 |
| F. C. Seoul (cedido) | Corea del Sur | 2024      |
| Tokushima Vortis     | Japón         | 2025-     |

## Palmarés

### Títulos nacionales
| Título         | Club           | País  | Año  |
| -------------- | -------------- | ----- | ---- |
| Copa J. League | Nagoya Grampus | Japón | 2024 |